# زن نامرئی
زن نامرئی (به انگلیسی: Invisible Woman) با نام اصلی سوزان «سو» استورم-ریچاردز، یک شخصیت خیالی ابرقهرمان در کتاب‌های کمیک منتشر شده توسط مارول کامیکس است. این شخصیت توسط نویسنده استن لی و طراح جک کربی خلق شده‌است؛ و برای اولین بار در شماره ۱ کمیک چهار شگفت‌انگیز (نوامبر ۱۹۶۱) حضور پیدا کرد. او عضو تیمی از فضانوردان فضاپیمایی بود که در سفری فضایی به وسیله بمباران تابش کیهانی، موجب به وجود آمدن نیروهای فوق بشری اعضای گروه چهار شگفت‌انگیز شد. سو توانایی نامرئی شدن و ساخت یک سپر انرژی محافظتی در ابعاد کوچک و بزرگ را دارد. او همچنین همسر عضو دیگر گروه چهار شگفت‌انگیز یعنی رید ریچاردز ملقب به آقای شگفت‌انگیز می‌باشد.

## در رسانه
شخصیت زن نامرئی توسط ربکا استاب در فیلم اکران نشده چهار شگفت‌انگیز (۱۹۹۴)، جسیکا آلبا در فیلم چهار شگفت‌انگیز (۲۰۰۵) و دنبالهٔ آن چهار شگفت‌انگیز: قیام موج‌سوار نقره‌ای (۲۰۰۷) و کیت مارا در فیلم چهار شگفت‌انگیز (۲۰۱۵) به تصویر کشیده شده‌است. همچنین قرار است ونسا کربی به ایفای نقش این شخصیت در فیلم چهار شگفت انگیز : گام های نخست بپردازد.